# 30 años de ser El Príncipe
30 Años de Ser El Príncipe es el nombre del primer álbum de la trayectoria musical del artista mexicano José José que realiza a partir de una presentación en vivo. 
En 1993 para conmemorar el trigésimo aniversario de José José como cantante, su compañía discográfica BMG le realizó al intérprete un homenaje en la ciudad mexicana de Puerto Vallarta. En el homenaje participaron varios de los más prestigiosos artistas de la música en español tales como Rocío Dúrcal, Camilo Sesto, Armando Manzanero, Marco Antonio Muñiz, Raúl di Blasio, Eugenia León, Guadalupe Pineda y José María Napoleón.
La realización de este homenaje coincidió con la etapa más dramática en la vida del intérprete, caracterizada en aquel entonces por su reciente divorcio con Ana Elena Noreña Grass (Anel), una grave recaída en el alcoholismo y por una notable pérdida y deterioro de las facultades vocales; ocasionada por adicciones y diversas afecciones respiratorias sufridas a lo largo de su vida.
La primera sorpresa que los públicos presentes se llevaron aquella noche fue al encontrar a José José en un deteriorado estado físico, pues había perdido demasiado peso para aquellas fechas, además de mostrarse demacrado y falta de energía. Moralmente, el cantante mostraba una peor cara, a grado tal, de dar la impresión de encontrarse emocionalmente distante de aquel fastuoso concierto. Esta condición precaria en el homenajeado hizo que la noche se tornara aún más emotiva. Camilo Sesto, incluso, se tomó una pausa en medio de la presentación para dirigir palabras de aliento al intérprete mexicano.
La producción discográfica no vio la luz sino hasta 1994, ya que la compañía discográfica esperó a que José José se recuperara físicamente para que éste regresara al estudio de grabación y se pulieran las pistas correspondientes a los temas que él interpretó en el homenaje. Asimismo la empresa Televisa, que había acudido a grabar el evento para transmitirlo posteriormente por televisión, finalmente optó por no mostrar en pantalla la intervención de José José en la noche y sólo reprodujo la intervención de los demás artistas.
Esta producción casi es considerada como un disco de culto entre los seguidores del Príncipe de la Canción, debido a su contenido y a la enorme dificultad que hay para encontrar el material. Hoy en día es prácticamente imposible localizar este disco.

## Lista de canciones[1][2]
Interpreta José José para todos los títulos, excepto los señalados.
1. «40 Y 20» - 4:10 (Roberto Livi)
2. «Lo que no fue no será» - 3:21 (José María Napoleón) [Interpreta Napoleón]
3. «Te extraño» - 4:01 (Armando Manzanero) [Interpreta Armando Manzanero]
4. «Lo pasado pasado» - 3:37 (Juan Gabriel) [Interpreta Eugenia León]
5. «Tiempo» - 3:40 (Renato Leduc) [José José y Marco Antonio Muñiz]
6. «Me basta» - 3:29 (Rafael Pérez Botija) [Interpreta Rocío Dúrcal]
7. «Mi vida» - 3:38 (Rafael Pérez Botija)
8. «Homenaje a José José: Amar y Querer/Gavilán o Paloma» - 6:37 (Manuel Alejandro/Rafael Pérez Botija) [Interpreta Raúl di Blasio]
9. «Como tú» - 4:16 (Wildo)
10. «Si me dejas ahora» (A capela) - 0:52 (Camilo Blanes) [Interpreta Camilo Sesto]
11. «Eso no más» - 4:49 (Roberto Livi/Bebu Silvetti)
12. «El Amar y El Querer» - 4:11 (Manuel Alejandro) [Interpreta Guadalupe Pineda]
13. «Voy a llenarte toda» - 4:47 (Manuel Alejandro)
14. «La nave del olvido» - 3:14 (Dino Ramos)
15. «El triste» - 4:48 (Roberto Cantoral)